# Aleksandr Neverov
Aleksandr Neverov (en russe : Александр Сергеевич Неверов), né à Samara (Russie) le 24 décembre 1886 et mort le 24 décembre 1923 à Moscou, est un écrivain et enseignant russe et soviétique. Neverov était son pseudonyme ; son vrai nom de famille était Skobelev.